# 宇文瑞
宇文瑞（506年—554年10月18日），字叔鸾，河南郡洛阳县（今河南省洛阳市东）人，北魏、西魏官员。

## 生平
宇文瑞因为是勋胄子弟，年轻时接受敕令出任直后，升任龙骧将军、谏议大夫，转任直寝。大统三年（537年），宇文瑞西入关中，补任帐内都督，参与沙苑之战有军功，封桑乾县开国子，很快出任安北将军、散骑常侍，进爵为桑乾县开国伯，出任中军将军、持节、大都督，加通直常侍、武卫将军。大统十七年（551年），宇文瑞出任使持节、车骑大将军、仪同三司、散骑常侍、大宗伯，将长乐公主送到突厥成婚，返回后兼任左卫将军。魏恭帝元年九月七日（554年10月18日），宇文瑞在长安去世，虚岁四十五，朝廷赠予宇文瑞原本的官职，加徐州刺史，谥号悼，同年十一月癸未朔二日甲申（554年12月11日）葬于京兆山北县杜陵西南十里。

## 其他
武汉大学历史学院暨中国三至九世纪研究所副教授姜望来指出，宇文瑞的父亲宇文延墓志：“轩辕之苗裔，宇文大单于之后。燕王俟豆归六世孙。”可见宇文瑞之祖、父已构建起自身的身份认同，从中原帝系来说，属黄帝之后。但西魏北周的奠基人宇文泰却追述其先祖至炎帝。《周书·文帝纪上》： 太祖文皇帝姓宇文氏，讳泰，字黑獭，代郡武川人也。其先出自炎帝神农氏，为黄帝所灭，子孙遁居朔野……九世至侯豆归，为慕容晃所灭。“俟”“侯”二字形近，俟豆归、侯豆归当为同 一人。宇文泰与宇文福都将宇文俟豆归作为自己的祖先，但再往前追溯，却有追祖炎帝、黄帝的分别。宇文瑞作为宇文福之孙，虽其祖、父追述先祖至黄帝世系，但其本人墓志上未言之，推测宇文瑞入西魏后或被纳入宇文泰宗族系统，宇文瑞之祖、父对祖先的明确记载与宇文泰所构建的追祖体系形成了冲突，亲朋为宇文瑞作墓志追述先祖只得作模糊处理。

## 家庭

### 祖父
- 宇文福，北魏使持节、中军将军、瀛豫二州刺史、太仆卿、左卫将军、营州大中正、卫将军、怀朔镇将、襄乐县开国男[1]

### 父母
- 宇文庆寿，北魏持节、冠军将军、营州刺史[1]

### 兄弟
- 宇文仲鸾，东魏武定末年官至齐王丞相府长流参军

### 夫人
- 拓跋富娄罗，内小、带仗给事、平北将军、石卢镇将、上洛京兆二郡太守、徐州刺史、临胪公元安周孙女，仪同三司、太常卿、恒州刺史、灵丘王元迁之女[4]，封常乐郡公主[1]，又封河阳郡君[1]

### 子女
- 宇文世直，名正字世直，世子，北周使持节、车骑大将军、仪同三司、大都督、桑乾县开国伯，娶开府、靡城郡公拔列简光长女夷陵郡君[1][4]
- 宇文氏，长女，嫁太师、赵国武公徒何弼第五子开府、工部、河阳郡公徒何纶，封建康郡君[1][4]
- 宇文氏，次女，嫁开府、安陵公拓跋璋世子拓跋衡，封宜君郡君[1][4]
- 宇文氏，三女，嫁开府仪同三司侯莫陈运第二子侯莫陈什伐，后改嫁开府、华阴公杨俭第八子杨勰，封武乡郡君[1][4]
- 宇文氏，四女，庶女[3]，嫁开府仪同三司、雍州刺史库汗勇世子库汗子昌[1]